# Zschopau
Zschopau is een gemeente en plaats in de Duitse deelstaat Saksen. De gemeente maakt deel uit van het Erzgebirgskreis.
Zschopau telt 9.024 inwoners. Sinds 2021 mag Zschopau het officiële predicaat Motorradstadt voeren.
Met de noordwestelijke buurgemeente Gornau bestaat een Verwaltungsgemeinschaft.

## Stadsindeling

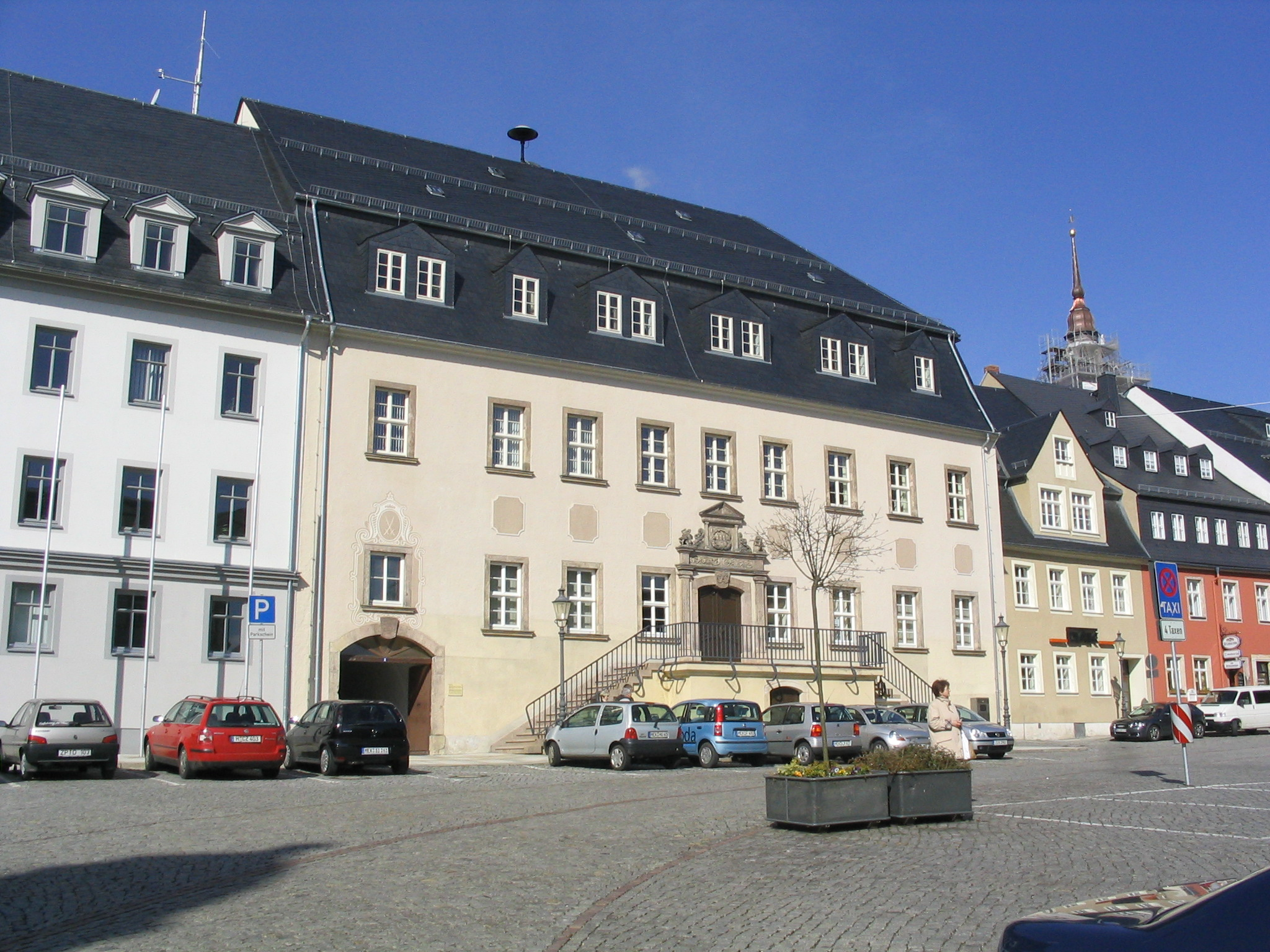
Stadhuis (bouwjaar 1561, tussen 1995 en 2009 gerenoveerd)

De gemeente bestaat uit 4 stadsdelen:
- Zschopau-stad
- Wilischthal, enkele kilometers ten zuidwesten van Zschopau-stad
- Krumhermersdorf, enkele kilometers ten oosten van Zschopau-stad (deel van de gemeente sedert 1999)
  - Ganshäuser, een wijk van Krumhermersdorf

## Geografie
De grootste stad in de omgeving van Zschopau  is Chemnitz, dat circa 20 kilometer ten noordwesten  van het stadje  ligt. Niet ver ten zuiden van Zschopau strekt het Ertsgebergte zich uit. Door de gemeente stroomt een, niet bevaarbare en sterk meanderende, rivier,  de Zschopau,  een 130 km lange zijrivier van de Freiberger Mulde.

### Naburige gemeentes
- Gornau, in het noorden en noordwesten
- Grünhainichen, in het noordoosten
- Amtsberg, in het westen
- Börnichen, in het oosten
- Drebach, in het zuidwesten
- Großolbersdorf, in het zuiden
- Pockau-Lengefeld, in het zuidoosten

## Verkeer en vervoer

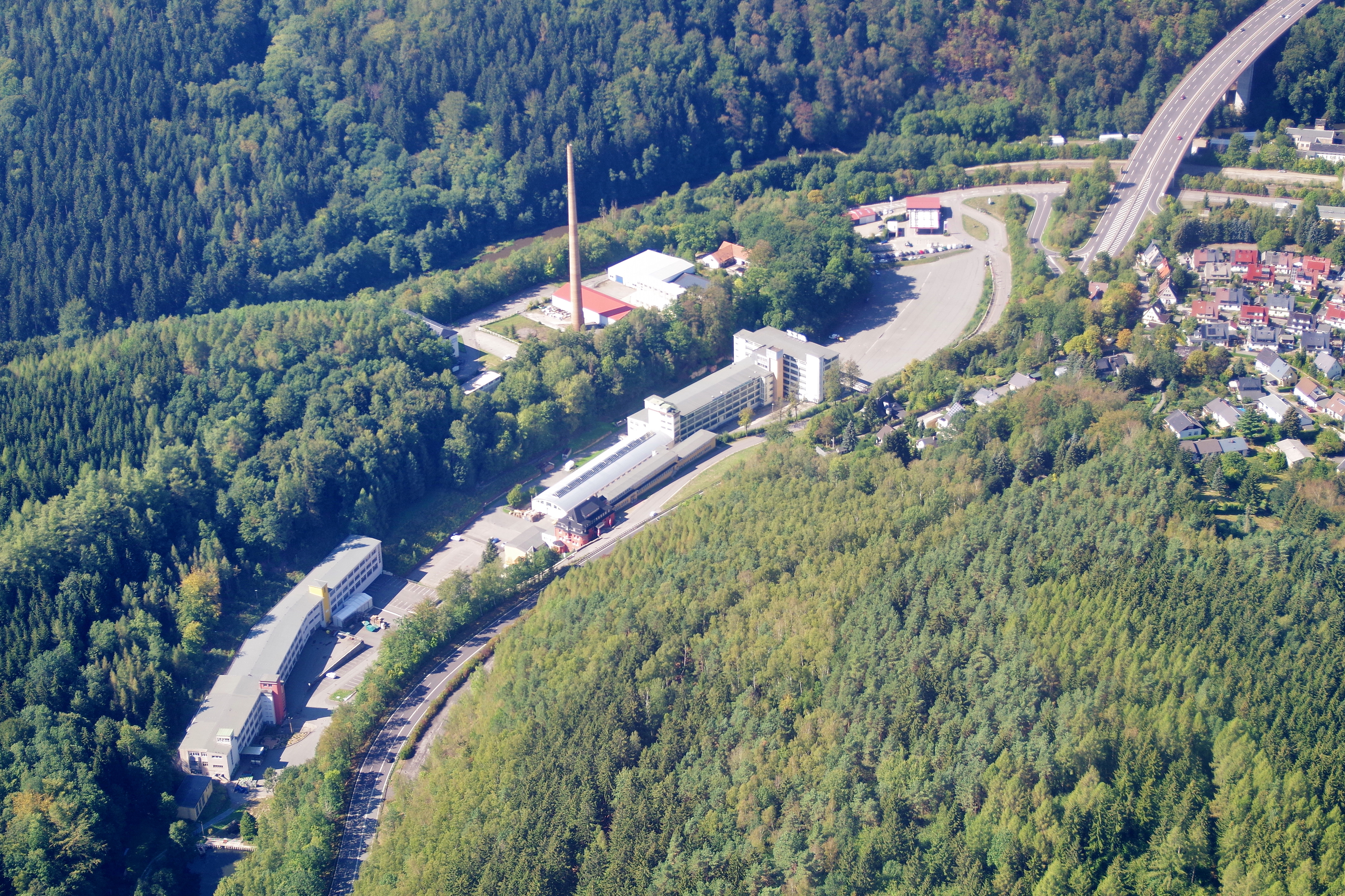
Viaduct in de B174 te Zschopau (rechts); links de voormalige motorfabriek
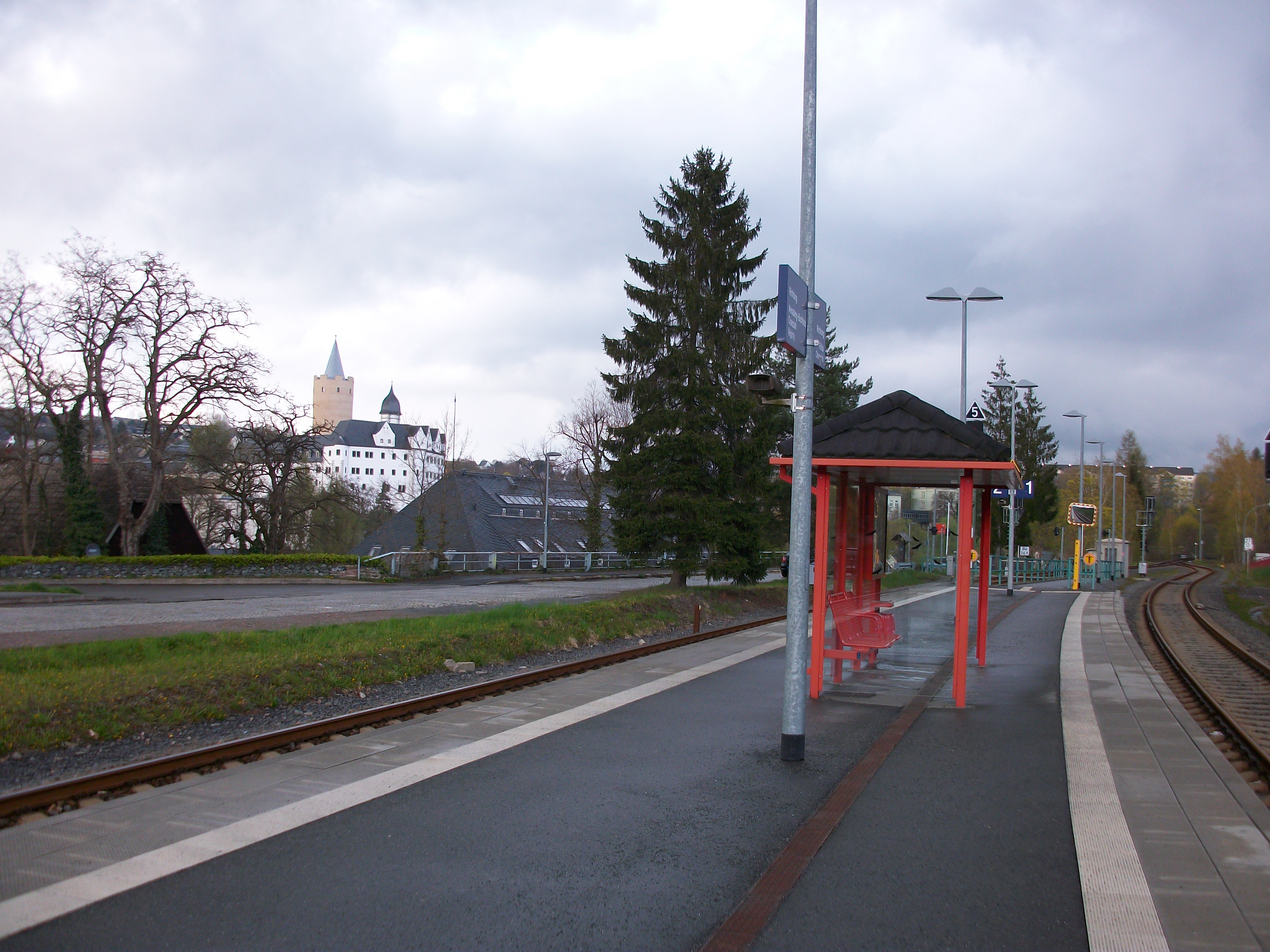
Station Zschopau; op de achtergrond kasteel Wildeck en de toren van de St. Martinuskerk
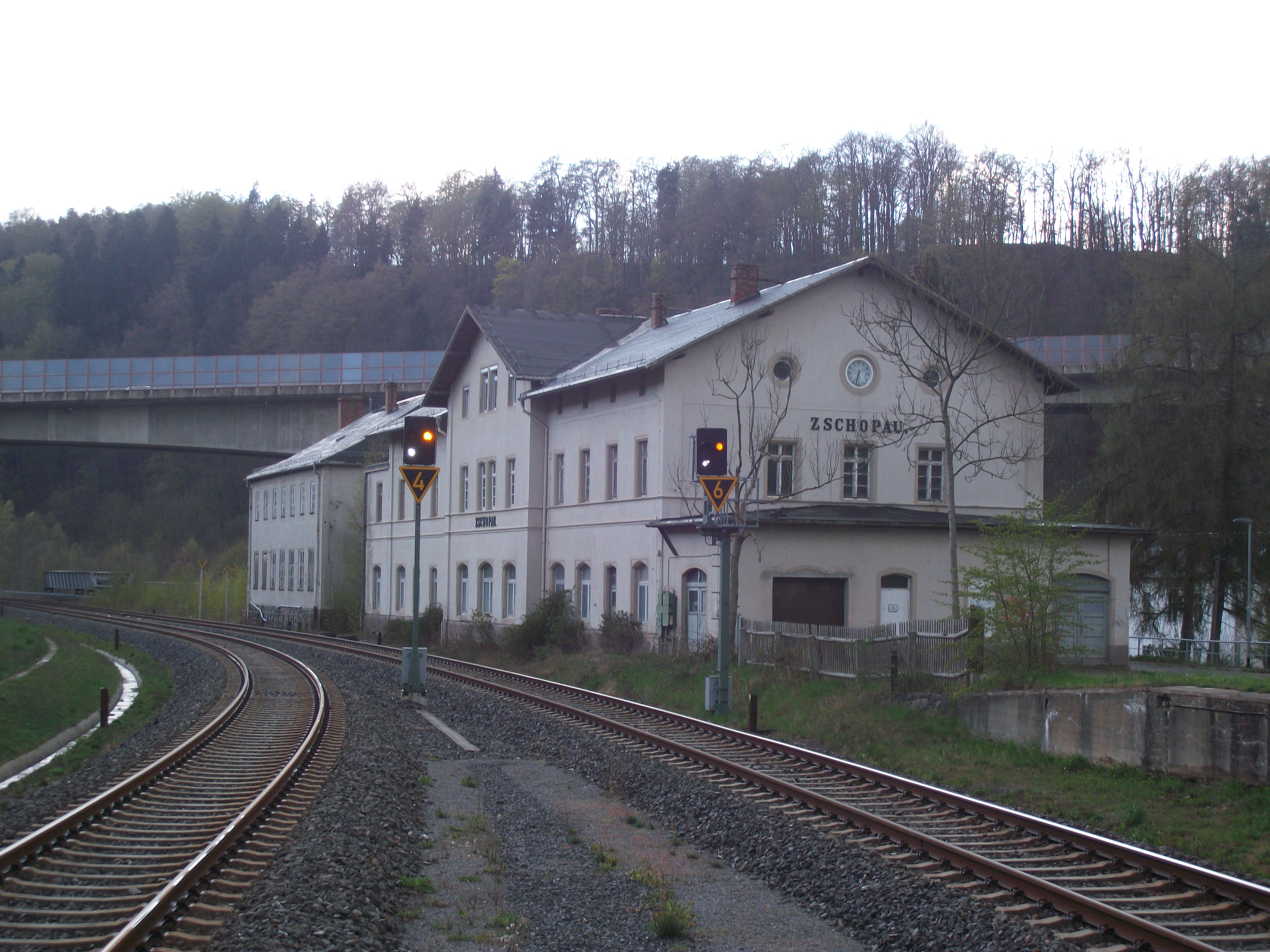
Voormalig stationsgebouw te Zschopau
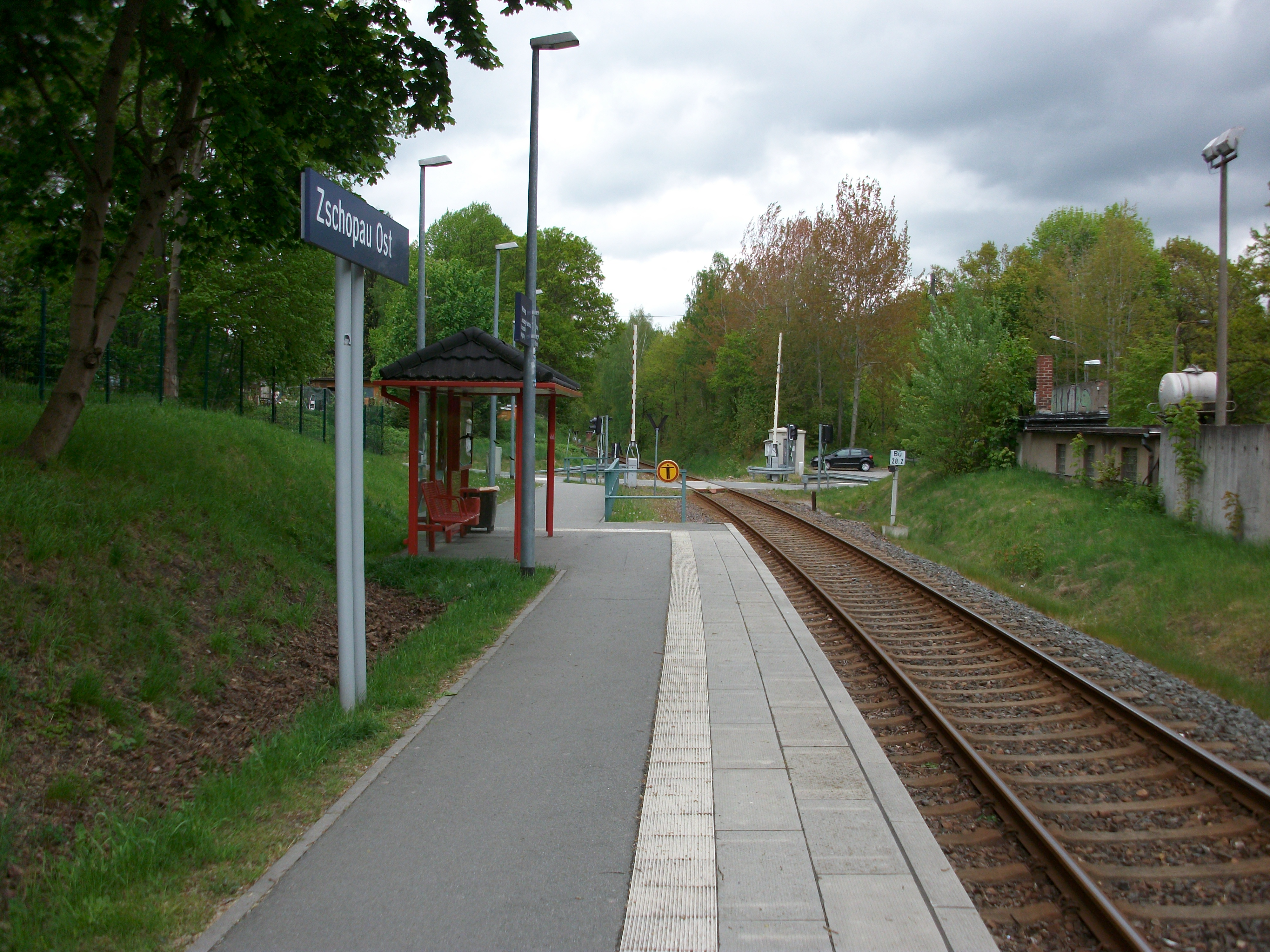
Spoorweghalte Zschopau-Ost

Ten zuidwesten van het stadje langs loopt de Bundesstraße 174, de belangrijkste verkeersweg in de gemeente.
Zschopau heeft twee kleine stations aan de spoorlijn van Chemnitz via Flöha (spoorwegknooppunt in een voorstad van Chemnitz) naar Annaberg-Buchholz v.v., Bahnhof Zschopau en het minder dan anderhalve kilometer ten oosten daarvan gelegen Zschopau-Ost. Beide stationnetjes zijn na 2005 gerenoveerd, en worden ieder uur door een stoptrein in beide richtingen bediend.

## Economie
De tijd, waarin Zschopau een stad was met belangrijke motoren- en textielfabrieken, is sinds 1991 voorbij. In een voormalig pand van de DZ-motorenfabriek is een bedrijfsverzamelgebouw ondergebracht.
Het toerisme is na 1990 van toenemende betekenis geworden.
Het grote ziekenhuis van de stad, ten zuiden van het centrum, met 400 bedden, behoort tot de grootste werkgevers van Zschopau.

## Geschiedenis

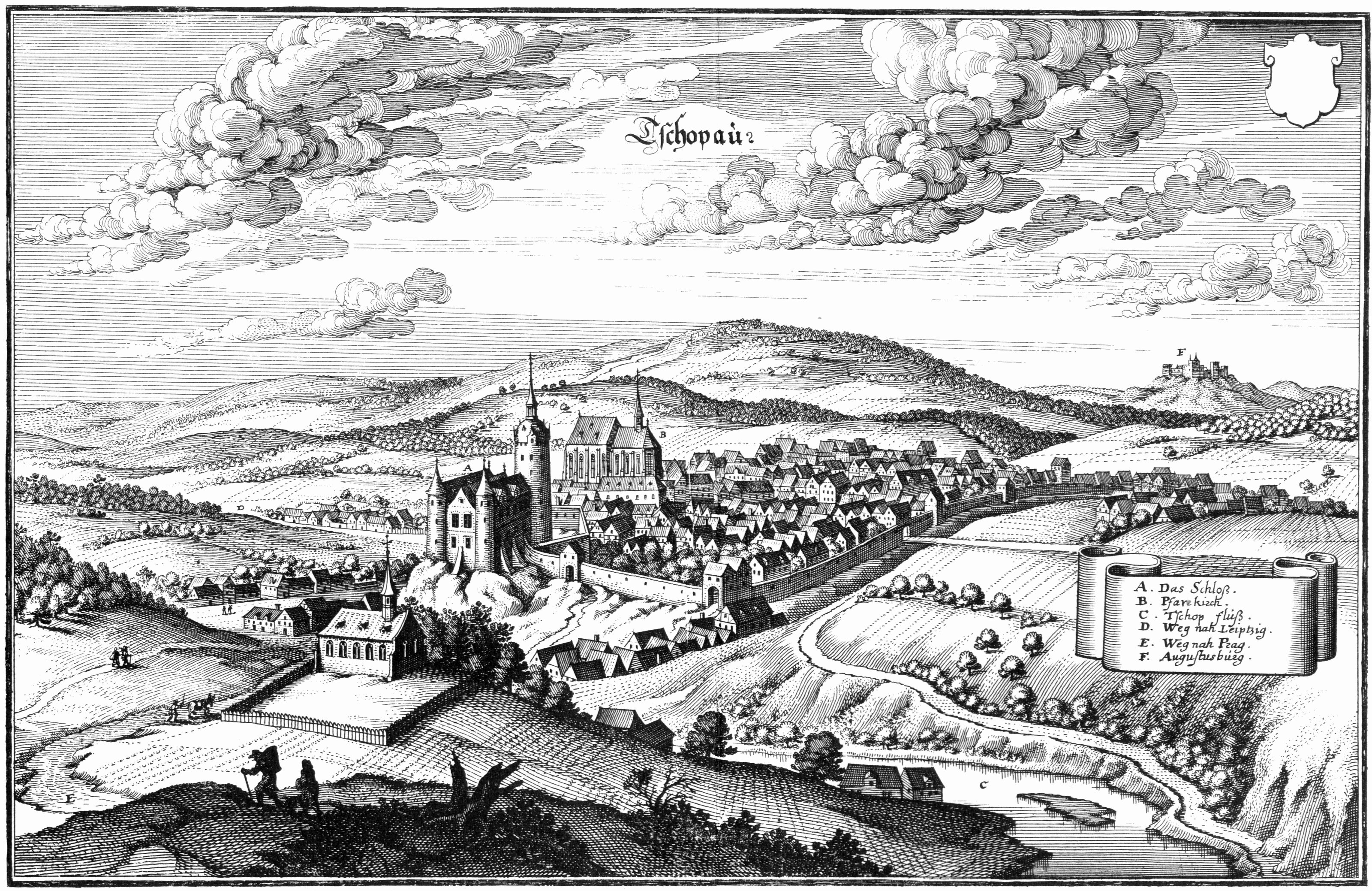
Zschopau (Merian-prent, 1650)
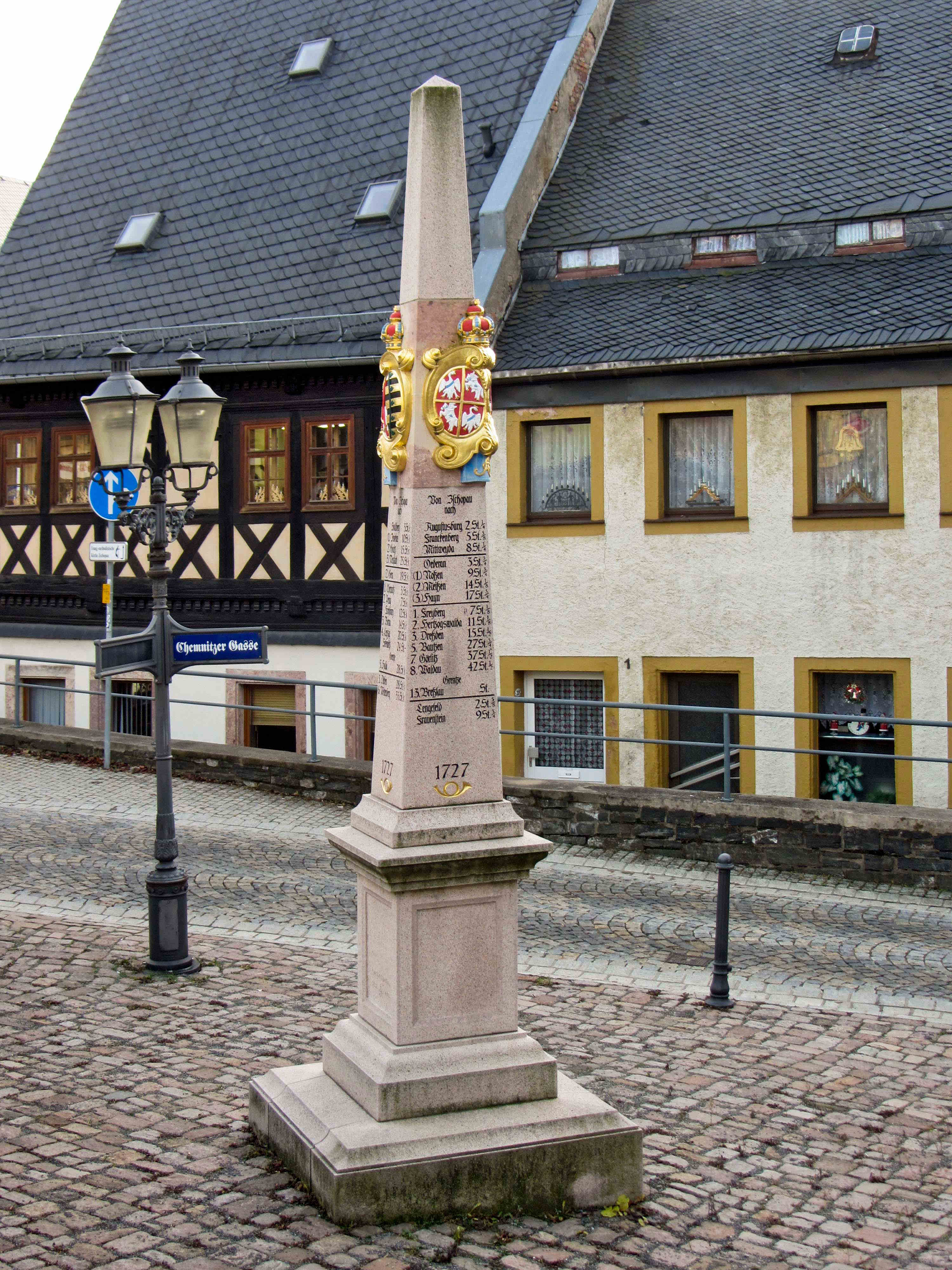
Replica van de postmijlpaal uit 1727
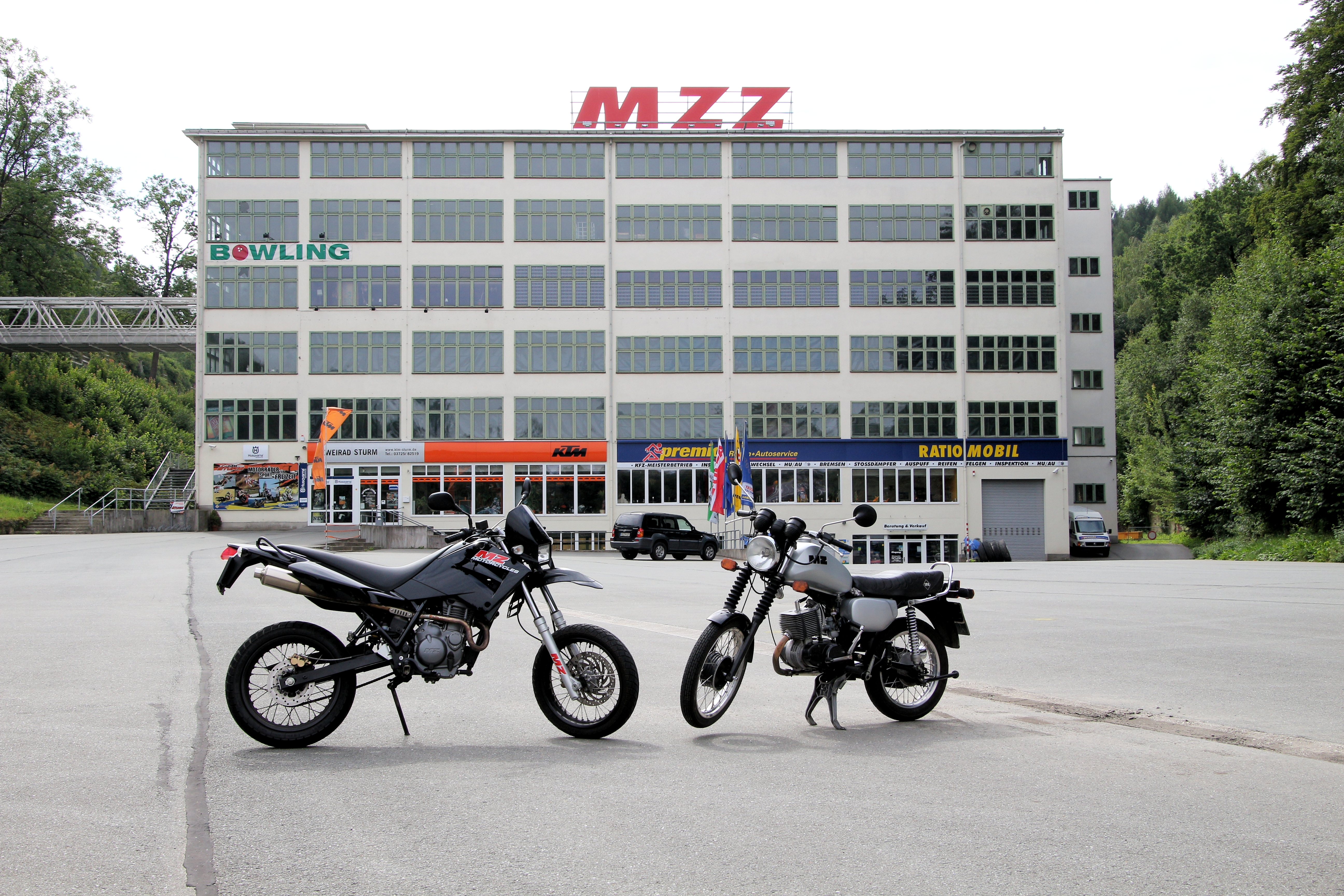
Voormalig bedrijfspand van de MZ-motorenfabriek

De oorspronkelijk Slavische stad ontstond in de 12e eeuw. Men had een kasteel gebouwd bij een voorde in de rivier Zschopau, die deel uitmaakte van een belangrijke handelsroute voor o.a. zout.  Van een plaats Zschopau werd voor het eerst melding gemaakt in 1292. 
In de 15e eeuw was er in de omgeving met succes met mijnbouw begonnen.  In 1451 verkreeg  Zschopau marktrecht en in 1466 het in Duitsland belangrijke privilege van bierbrouwerij-recht (Braurecht).
In 1493 verkreeg de plaats privileges, waardoor Zschopau een „Freie Bergstadt“  werd. De mijnbouw (men dolf enig zilvererts) bleef echter veel kleinschaliger dan in bijvoorbeeld Freiberg.
In 1529 werden de belangrijke gilden der wevers en katoenbedrukkers opgericht. De textielnijverheid, die in de eerste helft van de 19e eeuw een industrieel karakter kreeg, bleef tot in het begin van de 20e eeuw van betekenis. Door de Reformatie, die in Zschopau in 1539 werd doorgevoerd, werd de stad protestants. Tot op de huidige dag zijn de meeste christenen in de gemeente evangelisch-luthers. Dat geldt ook voor de in dit artikel genoemde kerkgebouwen in de gemeente (tenzij anders vermeld). In 1547 kwam het in opdracht van Maurits van Saksen (1521-1553) nieuw gebouwde kasteel Wildeck, op een boven Zschopau uitrijzende heuvel,  gereed.
Zschopau bleef niet voor rampspoed gespaard. Een pestepidemie in 1612 kostte honderden mensenlevens. Grote branden deden zich voor in 1632 en 1634 (beide keren na een plundertocht door soldaten, tijdens de Dertigjarige Oorlog) en nogmaals in 1748 en 1869. In 1772 stierven in het stadje 300 mensen als gevolg van misoogsten en een daarop volgende hongersnood. In de 19e eeuw werden de vier oude stadspoorten gesloopt.
In de 19e eeuw kwam, zoals vermeld, de textielindustrie  relatief vroeg tot bloei. Eén jaar nadat in één der textielfabrieken een voor die tijd moderne stoommachine was geïnstalleerd, verkreeg Zschopau in 1866 aansluiting op het spoorwegnet. Vanaf 1922 was hier de motorfietsenfabriek DKW (Das kleine Wunder, het kleine wonder), en van 1946 tot 2008 branchegenoot MZ gevestigd. In 1929 kwam voor het personeel van de DKW-fabriek aan de zuidwestkant van het stadje een speciale woonwijk gereed.
Tijdens de Tweede Wereldoorlog werd de motorenfabriek door de nazi's gedwongen tot productie van wapens en van dienstmotoren voor militairen. Van 21 november 1944 t/m 14 april 1945 was hier een Außenlager van concentratiekamp Flossenbürg gevestigd. Hier werden 500 door kamp Auschwitz uitgeleende Joodse vrouwen en meisjes gedwongen tewerkgesteld. Toen op 14 april het kamp werd ontruimd, wisten twee dwangarbeidsters te ontsnappen, bij inwoonsters van Zschopau onder te duiken en zo de oorlog te overleven. Bombardementen door geallieerde vliegtuigen eisten in februari en maart 1945 in totaal bijna 40 doden en richtten grote schade aan. In mei werd de stad door het Rode Leger bezet. In de tijd van de SBZ werden de machines e.d. van de motorenfabriek door de Russen ontmanteld en te Izjevsk weer in gebruik genomen. Van 1946-1950 werden er in Zschopau kleine huishoudelijke apparaten, en daarna weer motoren gemaakt. Eén jaar na de Duitse hereniging van 1990 ging MZ (Motorradwerk Zschopau GmbH) failliet; opvolgende firma's zetten, met weinig economisch succes, de productie nog tot 2008 voort. In 1989 had Zschopau nog circa 14.750 inwoners; na het faillissement van de motorenfabriek en van textiel- en nog andere fabrieken trokken veel inwoners weg om werk te zoeken in economisch sterkere delen van Duitsland.

## Bezienswaardigheden, evenementen
In 1547 kwam het in opdracht van Maurits van Saksen (1521-1553) gebouwde kasteel Wildeck, op een boven Zschopau uitrijzende heuvel, gereed. Het kasteel huisvest tegenwoordig o.a. een motorenmuseum. Ook de openbare bibliotheek van het stadje is in het kasteel ondergebracht. De ronde, 44 meter hoge, bergfried Dicker Heinrich  (Dikke Henk) kan beklommen worden.
In de voormalige fabrieken van DZ is een museum ingericht, gewijd aan enduro, een tak van motorsport; ook hiervoor gebruikte motoren worden hier tentoongesteld. Rund um Zschopau is een enduro-evenement, dat jaarlijks in oktober wordt gehouden, en 30.000 à 40.000 motorsportliefhebbers aantrekt.
In een gang van een zilvermijn ten zuiden van Zschopau, die van 1474 tot 1884 zonder grote opbrengsten in bedrijf is geweest, is een klein mijnbouwmuseum ingericht (alleen in het kader van rondleiding met gids toegankelijk).

## Afbeeldingen

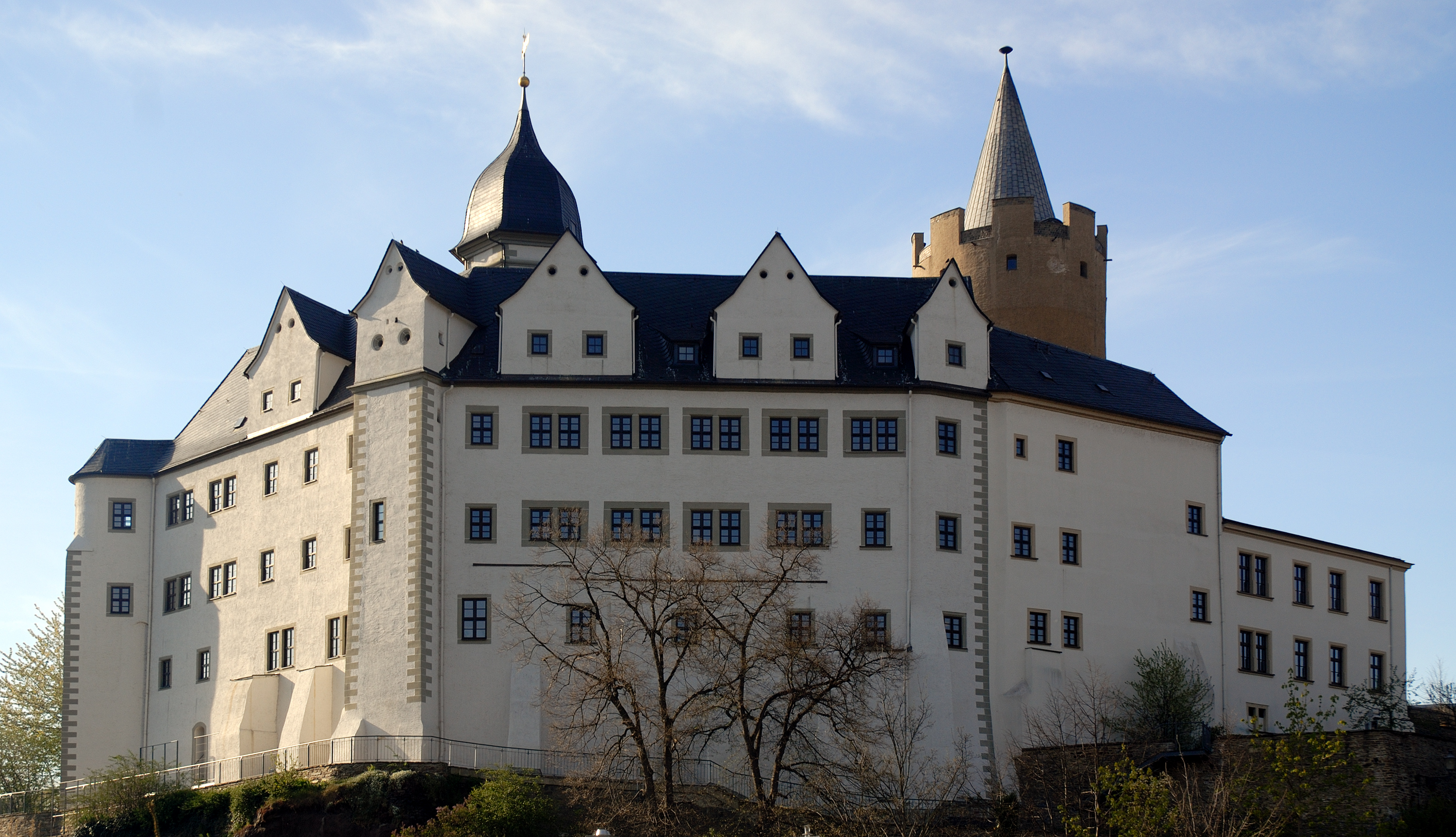
Kasteel Wildeck te Zschopau
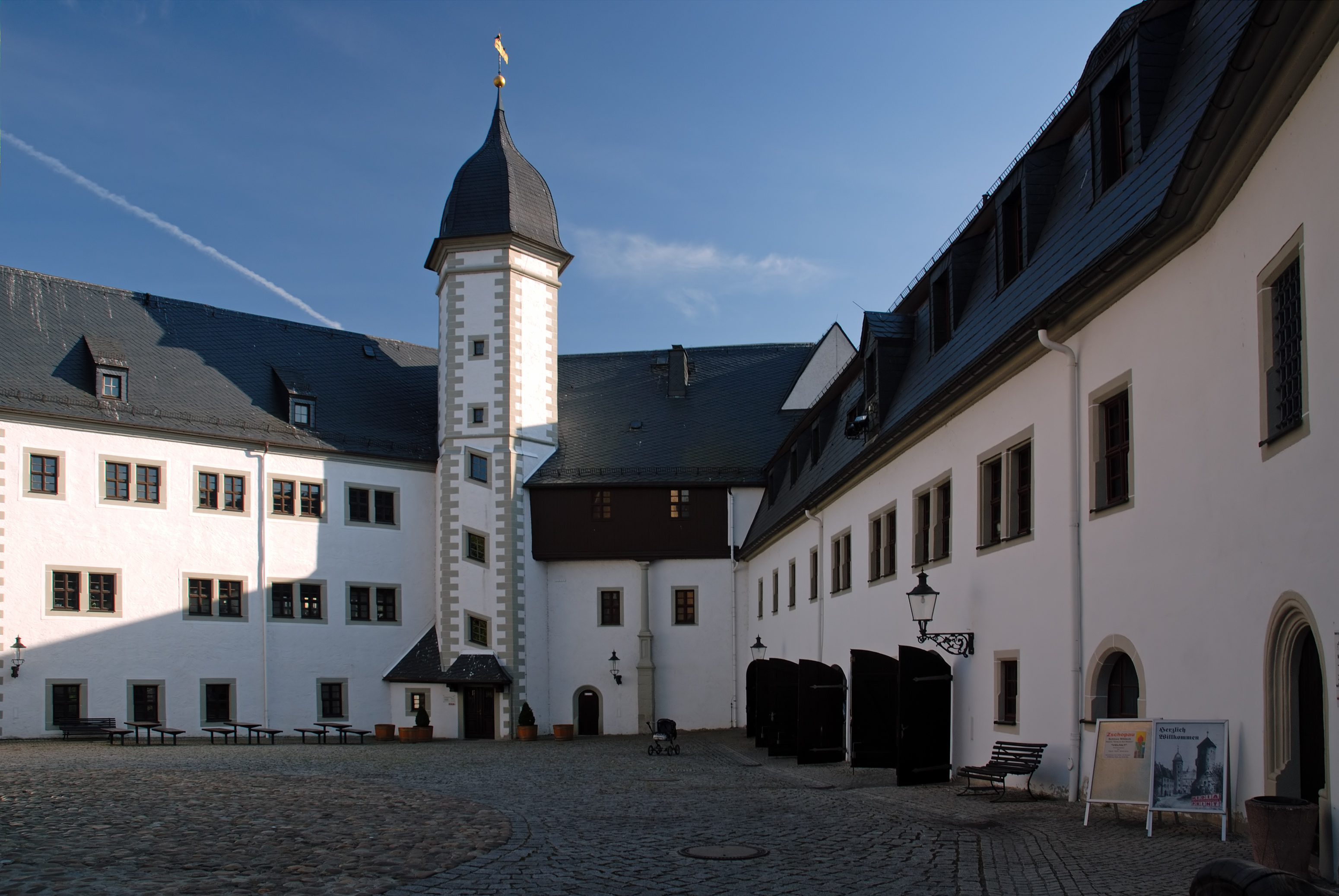
Binnenplaats kasteel Wildeck
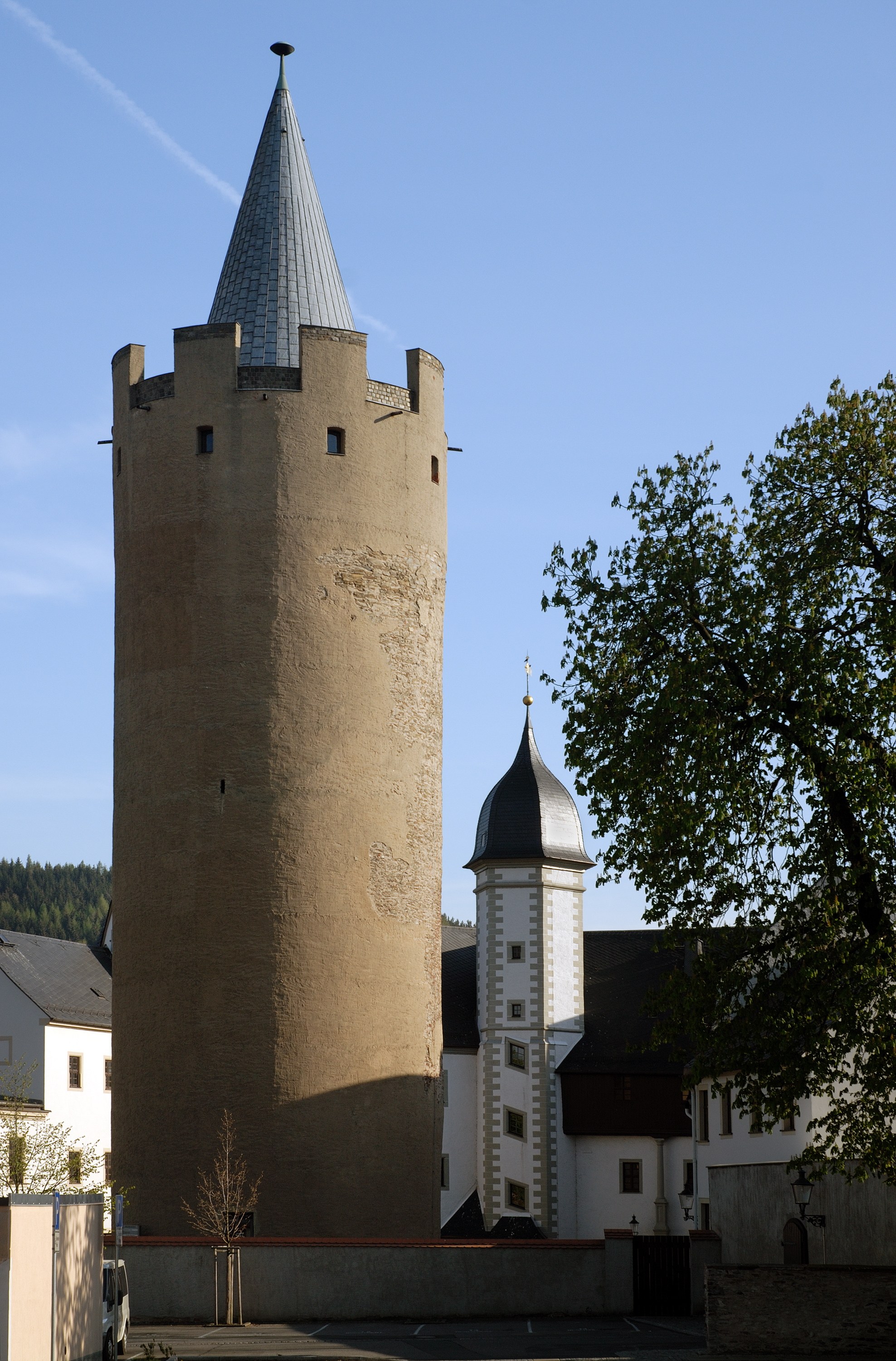
Bergfried Dicker Heinrich van dit kasteel
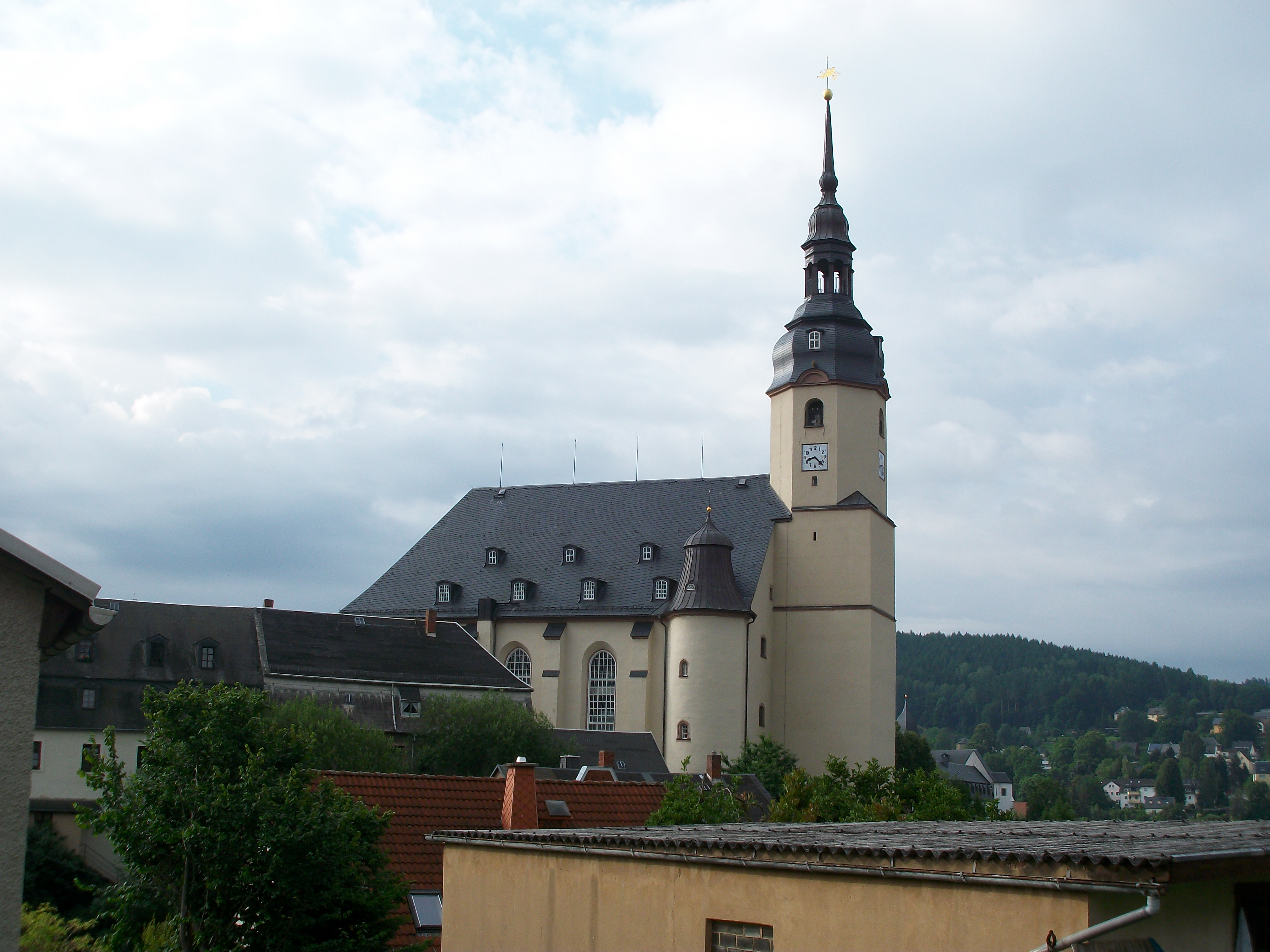
Evangelisch-lutherse St. Martinuskerk  te Zschopau (1494)
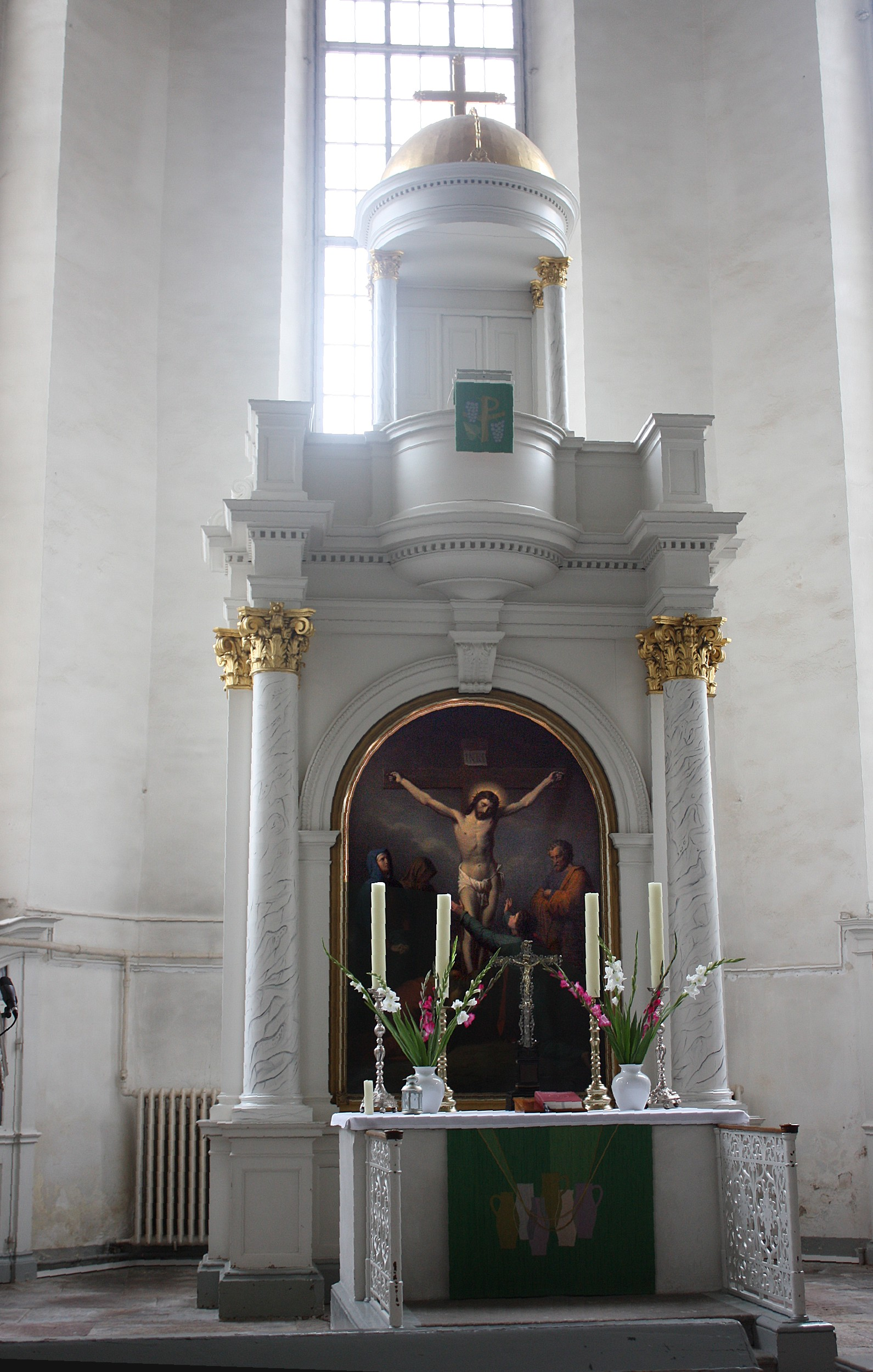
Altaar in dit kerkgebouw
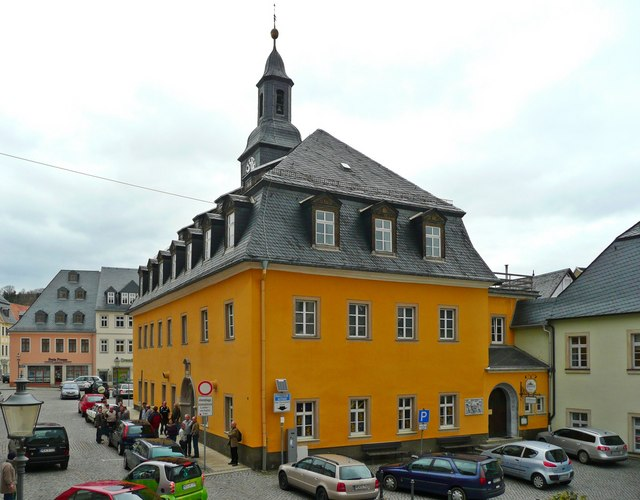
Voormalig stadhuis (1494; als horeca- en kantoorpand in gebruik)
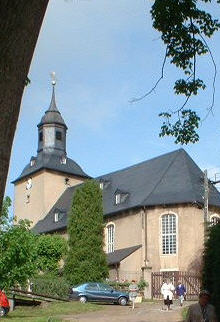
Dorpskerk te Krumhemmersdorf (bouwjaar 1756)
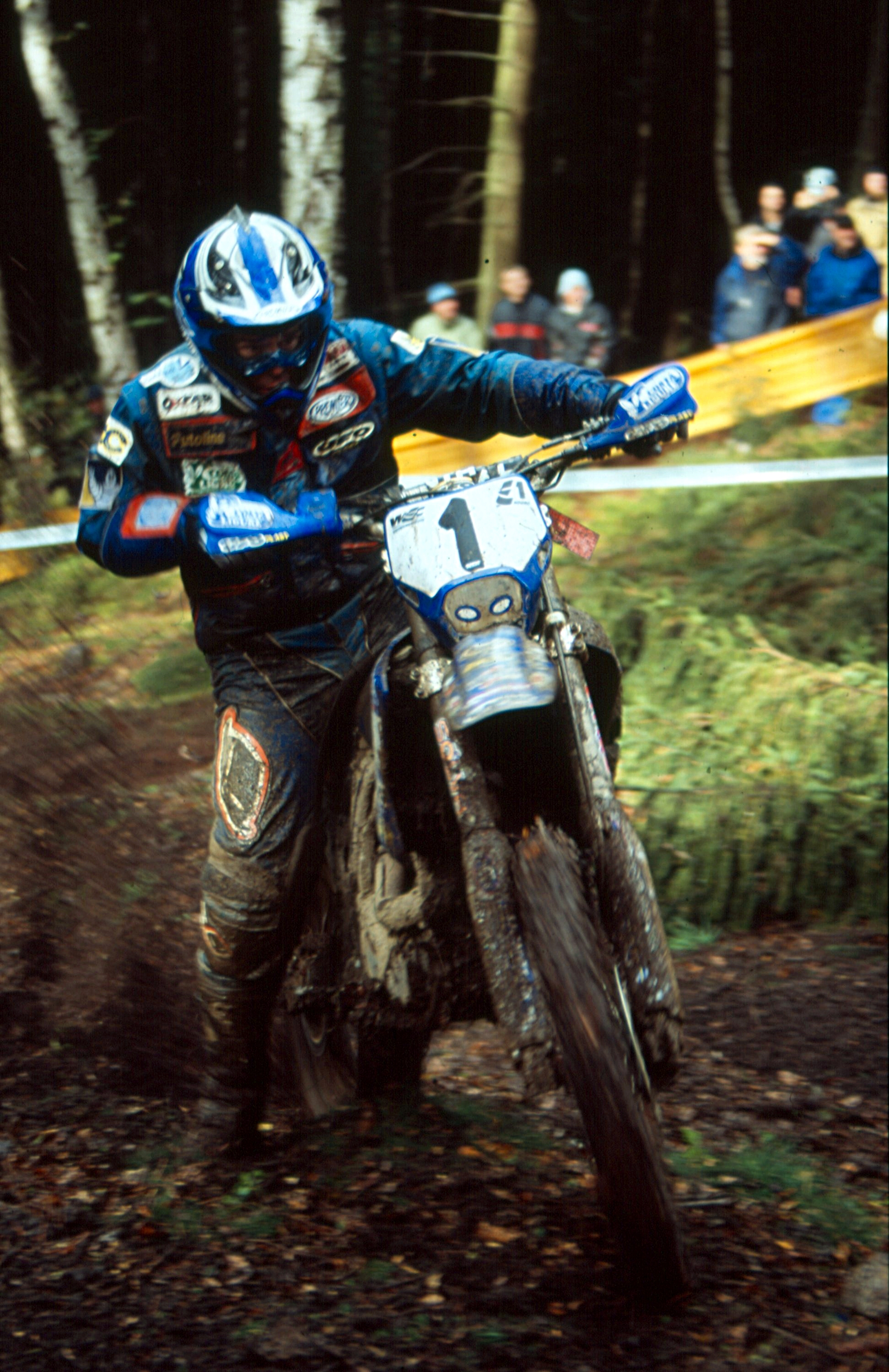
De Australische coureur Stefan Merriman[5] in actie tijdens Rund um Zschopau, oktober 2004

## Sport
De plaatselijke voetbalvereniging is BSG Motor Zschopau, opgericht in 1919.

## Belangrijke personen in relatie tot de gemeente

### Geboren te Zschopau
- Stefan Semmler (1952), roeier
- Ute Wild (1965), roeister
- Claudia Nystad (1978), langlaufster
- Marcus Burghardt (1983), wielrenner
- Candy Bauer (1986), bobsleeremmer
- Axel Jungk (1991), skeletonracer
- Rebekka Haase (1993), atlete

### Overigen
- Jacob Georg Bodemer (* 26 april 1807 in Leipzig; † 27 november 1888 in Pillnitz) was een textielmagnaat o.a. te Zschopau; hij besteedde veel geld aan charitatieve doeleinden; de door hem in 1863 opgerichte openbare bibliotheek in Zschopau is naar hem genoemd.
- Jørgen Skafte Rasmussen (* 30 juli 1878 in Nakskov; † 12 augustus 1964 in Kopenhagen) was een sinds 1906 te Zschopau actief Deens industrieel, die er in 1922 de motorenfabriek DKW oprichtte.
- Hugo Ruppe (Apolda, 15 augustus 1879 - in het ziekenhuis van Zschopau, 23 januari 1949), ingenieur, constructeur en automobielpionier
- Walter Kaaden (1919-1976), ingenieur en technisch ontwikkelaar van motoren, lange tijd te Zschopau werkzaam

## Partnersteden
Zschopau onderhoudt jumelages met:
- Louny (Tsjechië)
- Neckarsulm in Baden-Württemberg, Duitsland
- Veneux-les-Sablons (Frankrijk)
- Budakeszi (Hongarije)